# Белявский, Томаш
Томаш Белявский (жил в XVI в.) — польский поэт.
Биографических сведений о его жизни практически не сохранилось; даты рождения и смерти не установлены. Предполагается, что он принадлежал к дворянскому великопольскому роду Белявских герба Заренба из Ленчинского воеводства; сам называл себя «Борусс», хотя пруссом по происхождению не был. Предполагается, что по состоянию на 1576 год Белявский был солдатом и придворным поэтом короля Стефана Батория (первая известная его песня была написана к коронации монарха в этом году) и некоторое время жил в имении гданьского кастеляна Мачея Жалиньского, а по состоянию на 1595 год служил управляющим в имении Яна Соколовского в Быстрице под Квидзыном и при этом неоднократно сопровождал своего работодателя во время выездов на охоту, занимая также должности ловчего и учителя музыки.
Наиболее известное произведение Белявского — стихотворный трактат об охоте под заглавием «Myśliwiec», состоявший из шестнадцати «песен», каждая из которых была посвящена тому или иному выезду. Это произведение представляет собой поэтизированное описание различных способов охоты, применявшихся в XVI веке в Польше и Франции, и содержит множество специфических охотничьих, употреблявшихся в те времена, в том числе касательно охотничьего снаряжения, собак, использовавшегося охотниками жаргона и прочего; впоследствии эта его работа не слишком высоко оценивалась с поэтической точки зрения, но признавалась ценным источником сведений об охоте. Данный трактат был издан в Кракове в 1595 году, хотя в ряде источников указаны более ранние даты его написания.
Кроме того, перу Белявского принадлежат также переводы двух духовных стихотворений с латыни: «Pieśni nowe o królewnie Annie» и «Procesyję Wielkanocną» (1591), посвятив последнее произведение жене Жалиньского Эльжбете и Гжегожу Нигрусю.